# Agallis von Kerkyra
Agallis von Kerkyra war eine griechische Philosophin aus der Schule der Grammatiker. Sie lebte im dritten oder zweiten Jahrhundert v. Chr. und war eine Zeitgenossin des Aristophanes von Byzanz.

## Leben
Agallis lebte und wirkte in Alexandria. Athenaios berichtete, dass Agallis ein Werk über Homer geschrieben habe. Darin beschreibe sie Nausikaa als Erfinderin des Ballspiels. Außerdem sei auf dem Schild des Achilleus die Schöpfungsgeschichte Attikas dargestellt.
Bei Suidas heißt Agallis Anagallis. Josef C. Poestion schreibt, dass Ptolemaios Dschemaluddin, ein arabischer Schriftsteller, ihr sein Buch über Aristoteles gewidmet habe. Vermutlich war aber Ptolemaios aus Alexandria gemeint, der auch ein Grammatiker des 2. Jahrhunderts v. u. Z. war. Dieser kommentierte Homers Werk und Agallis selbst schrieb über Aristoteles.
Gelegentlich wird Agallias aus Kerkyra als ihr Vater angegeben, tatsächlich handelt es sich aber um eine Vermännlichung ihres Namens.